# Parafia Ofiarowania Najświętszej Maryi Panny w Łuczycach
Parafia Ofiarowania Najświętszej Maryi Panny – parafia greckokatolicka w Łuczycach, w dekanacie przemyskim archieparchii przemysko-warszawskiej. Założona w 1991.